# Albert R. Broccoli
Albert Romolo Broccoli (New York, 5 april 1909 - Beverly Hills, 27 juni 1996), bijgenaamd Cubby, was een Amerikaanse filmproducent. Hij heeft meer dan veertig films geproduceerd, waarvan de meeste in Groot-Brittannië en vaak opgenomen in de Pinewood Studio's. Hij is samen met Harry Saltzman de medeoprichter van Danjac, LLC en EON Productions. Broccoli en zijn dochter Barbara zijn vooral bekend van de James Bondfilmproducties.

## De oorsprong van de Bondfilms
In het begin van de jaren 50 verhuisde Albert R. Broccoli naar Londen. Hier kreeg hij overheidssteun voor het produceren van films met een Engelse cast en crew. Toen Broccoli op het idee kwam om Ian Flemings James Bond op het witte doek te brengen, ontdekte hij dat de rechten lagen bij de Canadees Harry Saltzman. Saltzman weigerde de rechten te verkopen, maar besloot om de films samen met Broccoli te gaan produceren, wat leidde tot de oprichting van de productiemaatschappij EON Productions en de holding Danjaq, LLC, genaamd naar de voornamen van hun vrouwen: Dana en Jacqueline.
Saltzman en Broccoli produceerden de eerste Bondfilm Dr. No in 1962. Broccoli produceerde één noemenswaardige niet-Bondfilm: Chitty Chitty Bang Bang (1968); evenals de Bondfilms naar een boek van Ian Fleming.